# Pauline Kühle
Pauline Kühle (* 14. September 1898 in Hehlen, Landkreis Holzminden; † 7. Mai 1972 in Hannover) war eine niedersächsische Politikerin (CDU), Mitglied des Niedersächsischen Landtages, Mitglied des Ernannten Niedersächsischen Landtages und Mitglied des Ernannten Hannoverschen Landtages.
Kühle besuchte seit 1905 das Lyzeum II in Hannover und schloss dieses 1914 mit dem Abschlusszeugnis ab. Sie erlernte die Haushaltsführung und besuchte zwischen 1915 und 1917 die Gartenbauschule in Wolfenbüttel. Im Anschluss war sie als Gärtnerin tätig. Seit 1930 war sie in der kirchlichen Gemeindearbeit tätig. 

## Öffentliche Ämter
Kühle wurde zum Mitglied des ernannten Hannoverschen Landtages vom 23. August 1946 bis 29. Oktober 1946. Ferner war sie Mitglied des ernannten Niedersächsischen Landtages vom 11. Februar 1947 bis 28. März 1947. 